# よなよなペンギン
『よなよなペンギン』とは、2009年12月23日に公開の日本映画。原作は、りんたろう、マッドハウス製作、松竹配給。略称はよなペン。

## ストーリー
毎晩、ペンギンの格好をして街を歩き回っていた少女ココ。ココは、天国のおとうさんが話してくれた、「ペンギンと空を飛んだことがある」という言葉を信じている。だから、彼女の願いは、いつか空を飛ぶということだった。
彼女の元に、ある日、空から招待状が届く。

## 登場キャラクター
ココ - 森迫永依
本作の主人公。常にペンギンのコートを着ている少女。明朗活発な性格。父の遺言からペンギンは空を飛べると信じている。
チャリー - 田中麗奈
村の危機で助けを求めにココの世界にやって来たゴブリンの少年。臆病だが優しい性格。ココを伝説の勇者と勘違いするも、彼女と仲良くなる。
ザミー - 太田光（爆笑問題）
ブッカ・ブーの一番の家来を自称する小太りな少年。4級の見習い天使だが意地悪な性格。当初は、ココと対立していたが、次第に仲良くなる。
ブッカ・ブー - 田中裕二（爆笑問題）
地下世界の闇の帝王。高齢で衰えていたはずの力を取り戻し始め、ゴブリン村を襲う。
長老 - 永井一郎
ゴブリン村の長老。物知りで村への愛着は強いが、頑固者。
チャリーの父親 - 田中秀幸
ゴブリン村のリーダー。チャリーの一番の理解者。
チャリーの母親 - 皆口裕子
常にチャリーの事を心配する。優しい性格。
ココの母親 - 小山茉美
ココの一番の理解者。夫は他界しており、女手ひとつで娘を育てた。
ムルムル - 山口勝平
ブッカ・ブーの執事。特技は相手を褒める事。
猫のチャビスケ - TARAKO
ココの友人で、彼女と踊る事が日課。
おじさんたち - 野沢那智、内海賢二
ココの友人。常に彼女を見守る。
デビル四人組 - 松本梨香、ヒロシ、ダンディ坂野、小島よしお
ブッカ・ブーの手下。ザミーと行動を共にする。ラップが得意。
双子のフェアリー - 田中れいな（モーニング娘。）、リンリン（モーニング娘。）
パラケケの執事。
悪ガキ三人組 - くまいもとこ、桑島法子、朴璐美
ココに意地悪をしてくる少年3人組。
スパイダー - 本多俊之（友情出演）
ブッカ・ブーの宮殿を見回る悪魔。
大天使 - 山寺宏一（友情出演）
ザミーの先生。
ココの父親 - 高橋ジョージ
ココが3歳の時に他界。生前はペンギンの飼育係だった。
パラケケ - 藤村俊二
大地の妖精。博識だが、1つの質問に答えると、100年の眠りに就いてしまう。
じい - 柄本明
ココを温かく見守る老人。ココがピンチの時に不思議な力で助けてくれるが、正体は不明。
その他 - 宮澤正、葛城七穂、魚建、室園丈裕、橘U子、坂本くんぺい

## スタッフ
- 原作 - りんたろう、林すみこ
- 監督 - りんたろう
- 脚本 - 金春智子
- キャラクターデザイン - 寺田克也
- アニメーション・スーパーバイザー - 前田庸生
- CGI・スーパーバイザー - 篠崎亨
- アート・ディレクター - 馬都美保子
- アニメーション・ディレクター - 稲野義信
- 編集 - 木村佳史子
- 音楽 - 本多俊之
- 音響監督 - 三間雅文、中嶋聡彦
- プロデューサー - 八巻磐、広川ひろし、伊藤龍太郎
- 制作 - マッドハウス＋DFP（デニス・フリードマン・プロダクションズ）
- 製作 - 「よなよなペンギン」フィルムパートナーズ（メディアコープ、松竹、マッドハウス、インデックス・ホールディングス、日本テレビ放送網、バップ、ダイナモピクチャーズ）

## 主題歌
- 「アミーゴペンギン」歌：ココ(森迫永依）とアミーゴペンギンズ

プロデュース・作詞・作曲：堂島孝平　編曲：東京レクリエーション部（堂島孝平×神森徹也）
※CDは2009年9月26日、バップより発売
プロモーションビデオでは森迫永依と子どもたちがダンスを披露している。（振付：近藤良平（コンドルズ）
カップリング曲「デビル4兄弟のテーマ」歌：デビル4兄弟（松本梨香・ダンディ坂野・ヒロシ・小島よしお）
プロデュース・作詞・作曲：堂島孝平　編曲：東京レクリエーション部（堂島孝平×神森徹也）
CDには「アミーゴペンギン」のオルゴールバージョンも収録されている。
※堂島孝平の制作チーム（冨永周平や浅田秀之ら）によって制作された。

## 関連商品

### CD
- 「映画『よなよなペンギン』オリジナル・サウンドトラック」 バップ（2009年12月16日発売）

### DVD、Blu-ray Disc
バップより2010年11月26日に発売。

### 関連書籍
- 「よなよなペンギン」清水志穂著、りんたろう・林すみこ原作 メディアファクトリー 2009年12月2日発売 ISBN 978-4840131209
- 「よなよなペンギン公式ガイドブック」角川書店 2009年12月16日発売 ISBN 978-4048544283
- 「よなよなペンギン ココ、ちきゅうをすくう」寺田克也著・イラスト、りんたろう・林すみこ原作 徳間書店 2009年12月16日発売 ISBN 978-4198628772
  - 寺田克也による完全オリジナルストーリーのスピンオフ作品。マンガ風の絵本で、主人公ココだけが登場する[1]。
- 「よなよなペンギン」寺田克也・りんたろう・林すみこ著 ポプラ社 2009年12月17日発売 ISBN 978-4591114506
- 「よなよなペンギン 寺田克也のキャラクターメイキングブック」寺田克也著、マッドハウス監修 飛鳥新社 2009年12月23日発売 ISBN 978-4870319806

## その他
- 主人公のココは、2010年のバンクーバーオリンピックへの出場を目指すボブスレー日本代表の公式キャラクターとなっている[2][3][4]。これは、本作品の制作会社であるマッドハウスの関連会社・中小企業スポーツ機構がボブスレー日本代表のスポンサーとなったことに伴うもの[5]。
- 東京消防庁の火災報知器設置促進用の防災ポスターにココが起用。2009年12月2日には声をあてた森迫永依に感謝状も贈られている[6][7][8][9]。
- 第66回ヴェネツィア映画祭 特別招待上映作品
- 第22回東京国際映画祭 正式招待作品
- 第1回バンコク国際アニメーション映画祭 オープニング招待作品
- 第29回ブリュッセル・アニメーション映画祭（ANIMA2010） 最優秀児童映画観客賞
- 興行収入8400万円[10]